# الخوف (فرقة موسيقية)
الخوف أو FEAR، هي فرقة موسيقى البانك روك الأمريكية من لوس أنجلوس، كاليفورنيا، تم تشكيلها في عام 1977. ويعود الفضل إلى الفرقة في المساعدة في تشكيل صوت وأسلوب موسيقى البانك المتشددة من كاليفورنيا. اكتسبت المجموعة شهرة دولية بعد أداء سيئ السمعة عام 1981 في بث مباشر مساءً.
كان فرونتمان لي فينج العضو الثابت الوحيد في الفرقة. منذ تشكيلها، مرت الفرقة بتغييرات مختلفة في التشكيلة. كانت تشكيلة فرقة الخوف الكلاسيكية موجودة من 1978-1982، وتألفت من فينج وعازف الجيتار فيلو كريمر والعازف ديرف سكارتش وعازف الطبول سبيت ستيكس.

## الاعضاء الحاليون
لي فينج، فيلو كريمر، سبيت ستيكس، جيف كريسج، إريك رازو.

## الاعضاء السابقون
بيرت جوني، إريك فيلدمان، لورينزو بون، ماكجريجور سكوت، تونز كيلي، ليميو ماندو، لوبيز شون، كروز ريتشارد، بريسلي ديرول، كاراكو جيفري، بيلدو بيلر، سام بول، لورانس أرييتا، أندرو جاميز، بول ليرما، ديف ستارك.

## روابط خارجية
- الخوف(فرقة_موسيقية) على موقع IMDb (الإنجليزية)
- الخوف(فرقة_موسيقية) على موقع ميوزك برينز (الإنجليزية)
- الخوف(فرقة_موسيقية) على موقع أول ميوزيك (الإنجليزية)
- الخوف(فرقة_موسيقية) على موقع ديسكوغز (الإنجليزية)
- الخوف(فرقة_موسيقية) على موقع قاعدة بيانات الفيلم (الإنجليزية)